# Ahmed Janka Nabay
Ahmed Janka Nabay, né le 5 janvier 1964 à Sedu et mort le 2 avril 2018 à Kambia, est un musicien sierraléonais.

## Biographie
Appartenant aux ethnies mendé et temnés, Ahmed Janka Nabay se fait connaître dans son pays au milieu des années 1990 en remportant un concours télévisé. Sa musique, enracinée dans le genre musical traditionnel appelé «bubu», intègre des instruments électroniques et d'autres influences.
À la fin de la guerre civile, il quitte son pays pour s'installer aux États-Unis (2002). Avec son groupe Bubu Gang, il fait paraître deux albums sur le label Luaka Bop de David Byrne: En Yay Sah en 2012 et Build Music en 2017.
En 2017, après une tournée en Europe, il rentre en Sierra Leone, où il meurt d'une maladie de l'estomac non diagnostiquée.